# Pelican Rock (Grenadinen)
Pelican Rock (auch: Flat Cay) ist eine Insel der Grenadinen und Teil des Staates St. Vincent und die Grenadinen.

## Geographie
Pelican Rock gehört zu den Grenadinen, einer Inselgruppe der Kleinen Antillen, verwaltungstechnisch gehört sie zum Parish Grenadines. Die Insel liegt zusammen mit Catholic Island, Ellen Rock (Round Cay) und Jondell vor der Nordwestküste von Mayreau im Süden der Inselgruppe.